# Die Apachen von Paris
Die Apachen von Paris ist eine deutsch-französische Unterwelts-Stummfilmkomödie aus dem Jahre 1927. Unter der Regie des Exilrussen Nikolai Malikoff spielen Ruth Weyher, Lia Eibenschütz und Charles Vanel die Hauptrollen. Dem Film liegt der Roman Les Innocents von Francis Carco zugrunde.

## Handlung
Apachen, das sind im französischen Sprachgebrauch mitnichten Indianer der Vereinigten Staaten, sondern Vertreter der Pariser Unterwelt: Kleingauner und Schwerverbrecher der hauptstädtischen Stadtviertel Bastille und Montmartre. Eines Tages bekommen sie Besuch von ultraprüden und abstinenten Mitgliedern der amerikanischen "Gemeinnützigen Gesellschaft zum Wiederaufbau Europas", die die Europäer den Abgründen des „Teufels Alkohol“ entreißen wollen. Da man es aber hierzulande mit der „Sünde“ des Hochprozentigen längst nicht so genau nimmt wie in den von der Prohibition im Würgegriff gehaltenen Vereinigten Staaten, drohen die US-Besucher in Paris bald unter die Räder allgemeiner Raubeslust der französischen Gangsterwelt zu geraten.
John Rumple ist gleich mit seiner gesamten Familie über den großen Teich geschippert um dem mutmaßlichen Feind Alkohol den Garaus zu machen. Dazu begibt er sich mit seinen Mitstreitern in die Pariser Nachtlokale, wo die Abstinenzler zum Alkohol verführt werden sollen. Das junge und aufrichtige US-Girl Winnie verliebt sich in Mylord, einen der französischen Ganoven, der daraufhin versucht, die amerikanischen Gäste vor den Raubzügen seiner Komplizen, die sich vor allem Winnies Juwelen bemächtigen wollen, zu bewahren. Mylord will aus diesem Grund sogar Winnie heiraten und damit zugleich seine Aufstiegschancen in der Unterwelt zu sichern. Dafür ist er sogar bereit, seine bisherige Geliebte Savonette sitzen zu lassen …

## Produktionsnotizen
Die Aufnahmen zu Die Apachen von Paris entstanden im Juli und August 1927 im UFA-Atelier von Berlin-Tempelhof, die Außenaufnahmen in Paris. Der Film passierte am 19. Dezember 1927 die Zensur und wurde am selben Tag in Berlins Gloria-Palast uraufgeführt. Der Film besaß eine Länge von 2661 Metern Länge, verteilt auf sieben Akte. Ein Jugendverbot wurde erteilt.
Vladimir Meingard und Claude Autant-Lara gestalteten die Filmbauten, Boris Bilinski entwarf die Kostüme. Kameramann Léonce-Henri Burel war technischer Ratgeber. Marcel L’Herbier hatte die Produktionsüberwachung in Frankreich übernommen, Georges Lampin war Regieassistent.

## Wissenswertes
Im Schneideraum in Billancourt (Frankreich) brach am letzten Julitag 1927 ein Feuer aus, das das gesamte Filmmaterial vernichtete. Daraufhin wurde der Film komplett nochmal gedreht.

## Kritik
„Das Sujet ist bis auf seine bedeutenden Längen in der ersten Hälfte des Films … eine ansprechende Variation eines sattsam bekannten Kaschemmen-Themas, die Darstellung fast durchgehend gut, auch die Aufmachung sorgfältig. Die Regie hält sich in den Milieuzeichnungen von Übertreibungen fern, die Photographie ist ungleich, aber befriedigend.“